# 光ケ丘 (柏市)
光ヶ丘（ひかりがおか）は千葉県柏市の町名。郵便番号は277-0065。
1954年（昭和29年）の8月までは東葛飾郡小金町に属していた。その後東葛市を経て、旧小金町域が柏市と松戸市に分割する際に、柏市になった。

## 地理
柏市東部に位置する。1・2・3丁目があり、東中新宿、光ケ丘団地、酒井根、東山、中新宿、松戸市根木内、流山市向小金と接している。

## 地名
もとは大勝山と呼ばれていた土地で、戦国時代に市川の真間に館を構えた里見氏と江戸城にあった太田氏がこの地で大決戦を行ない、里見氏が勝利をおさめて大勝山と名付けたという。ただし、柏市を含めた東葛地域は室町時代から戦国時代にかけては千葉氏やその配下の原氏・高城氏らの勢力圏であり、太田氏や里見氏は彼らと勢力争いをしていた間柄であり、太田・里見両氏が直接対決した記録はない。
当地にある学校法人廣池学園の創立者・廣池千九郎が1931年9月に大阪毎日新聞社で講演会を行なった際、新渡戸稲造が廣池の研究を称えて「東方の光のひとつである」と述べたことから、麗澤短期大学学監であった宗武志が学校のあるこの地を「光ヶ丘」と名づけた。